# Oxepaan
Oxepaan is een heterocyclische verbinding met als brutoformule C6H12O. Het is een cyclische ether gevormd uit zes koolstofatomen en een zuurstofatoom. Oxepaan is een ontvlambare vloeistof.
De oxepaanring komt voor in vele biologisch actieve stoffen, zowel natuurlijke als synthetische.

## Synthese
Oxepaan kan bereid worden uit een cyclisatie van 1,6-hexaandiol in DMSO bij 190°C. De reactieopbrengst hiervan is echter laag. Een alternatieve mogelijkheid is de cyclisatie van 1,6-dichloorhexaan met kaliumhydroxide. Ook hiervan ligt de reactieopbrengst laag.

## Reacties
Oxepaan kan vrij makkelijk polymeriseren via ringopening, met een kationische initiator. Het polymeer wordt doorgaans aangeduid als poly(hexamethyleenoxide) of PHMO.
Oxepaan kan via een ringopening omgezet worden in een α,ω-gefunctionaliseerd derivaat van hexaan. Voor deze ringopening kunnen zowel lewiszuren als brønstedzuren ingezet worden. Zo levert de omzetting van oxepaan met fenyldichloorfosfaat en natriumjodide 1,6-di-joodhexaan:
Uit de reactie met boortribromide en een daaropvolgende oxidatie met PCC wordt 6-broomhexanal gevormd: